# Oligotrichum aligerum
Oligotrichum aligerum là một loài rêu trong họ Polytrichaceae. Loài này được Mitt. mô tả khoa học đầu tiên năm 1864.